# Гринвейл (Новый Южный Уэльс)
Гринве́йл (англ. Greenvale) — сельская община, деревня в восточной части австралийского региона Риверина в штате Новый Южный Уэльс. Гринвейл расположен в 8 километрах к югу от Биррего и в 12 километрах к северо-западу от Бари-Крик. Канберра находится в 240 километрах к востоку от Гриндейла. В 2 километрах к западу от Гринвейла находится охраняемый государством лес Бакинбонг.
Почтовое отделение Гринвейла открылось 1 июля 1904 года и закрылось в 1920 году.
В окрестностях Гринвейла произрастают: акация Бейли (лат. Acacia baileyana), гревиллея (лат. Grevillea floribunda), эвкалипт камальдульский (лат. Eucalyptus camaldulensis), акация серебристая (лат. Acacia dealbata), лилия бахромчатая (лат. Thysanotus patersonii).
| Показатель                    | Янв. | Фев. | Март | Апр. | Май  | Июнь | Июль | Авг. | Сен. | Окт. | Нояб. | Дек. |
| ----------------------------- | ---- | ---- | ---- | ---- | ---- | ---- | ---- | ---- | ---- | ---- | ----- | ---- |
| Средний суточный максимум, °C | 32,6 | 31,9 | 28,3 | 23,4 | 18,7 | 15,0 | 14,1 | 16,0 | 19,2 | 23,2 | 27,4  | 30,4 |
| Средний суточный минимум, °C  | 17,1 | 17,3 | 14,1 | 9,9  | 6,7  | 4,3  | 3,2  | 4,1  | 6,1  | 9,0  | 12,5  | 15,1 |
| Норма осадков, мм             | 36,9 | 40,0 | 30,2 | 37,6 | 40,1 | 38,6 | 40,7 | 43,6 | 40,5 | 46,9 | 37,3  | 36,6 |
| Источник:                     |      |      |      |      |      |      |      |      |      |      |       |      |